# Boussenac
Boussenac est une commune française située dans le département de l'Ariège, en région Occitanie.
La commune possède un patrimoine naturel remarquable composé de cinq zones naturelles d'intérêt écologique, faunistique et floristique.

## Géographie

### Localisation
Boussenac se trouve localisée dans le centre du département de l'Ariège, à 21 km à vol d'oiseau de Foix, préfecture du département, à 20 km de Saint-Girons, sous-préfecture, et à 13 km de La Bastide-de-Sérou.
Elle se trouve dans le parc naturel régional des Pyrénées ariégeoises.
Sur le plan historique et culturel, Boussenac fait partie du Couserans, pays aux racines gasconnes structuré par le cours du Salat (affluent de la Garonne), que rien ne prédisposait à rejoindre les anciennes dépendances du comté de Foix.
La commune fait en outre partie du bassin de vie de Saint-Girons.

### Communes limitrophes
Les communes limitrophes sont  Biert, Esplas-de-Sérou, Le Bosc, Massat, Saurat et Sentenac-de-Sérou.
| Esplas-de-Sérou, Rivèrenert (par un quadripoint) | Sentenac-de-Sérou | Le Bosc |
| Biert                                            | Boussenac         | Saurat  |
|                                                  | Massat            |         |

### Géologie et relief
La commune est située dans les Pyrénées, une chaîne montagneuse jeune, érigée durant l'ère tertiaire (il y a 40 millions d'années environ), en même temps que les Alpes. Les terrains affleurants sur le territoire communal sont constitués de roches pour partie sédimentaires et pour partie métamorphiques datant pour certaines du Paléozoïque, une ère géologique qui s'étend de −541 à −252,2 Ma (millions d'années), et pour d'autres du Protérozoïque, le dernier éon du Précambrien sur l’échelle des temps géologiques. La structure détaillée des couches affleurantes est décrite dans les feuilles « n°1074 - Saint-Girons » et « n°1075 - Foix » de la carte géologique harmonisée au 1/50 000ème du département de l'Ariège, et leurs notices associées,.
La superficie cadastrale de la commune publiée par l’Insee, qui sert de références dans toutes les statistiques, est de 26 km2,. La superficie géographique, issue de la BD Topo, composante du Référentiel à grande échelle produit par l'IGN, est la même. Son relief est particulièrement découpé puisque la dénivelée maximale atteint 1 009 mètres. L'altitude du territoire varie entre 636 m et 1 645 m.
Dans le massif de l'Arize, elle est en grande partie située en soulane (équivalent de l'adret pour les Pyrénéens). Le flanc occidental du col de Port (1 249 m) est situé sur Boussenac, l'autre versant faisant partie de Saurat. Le col des Caougnous situé sur la commune est à la bifurcation des ascensions vers le col de Port sur l'axe principal constitué par la D 618 ou vers le Mur de Péguère par la D 17.

### Hydrographie

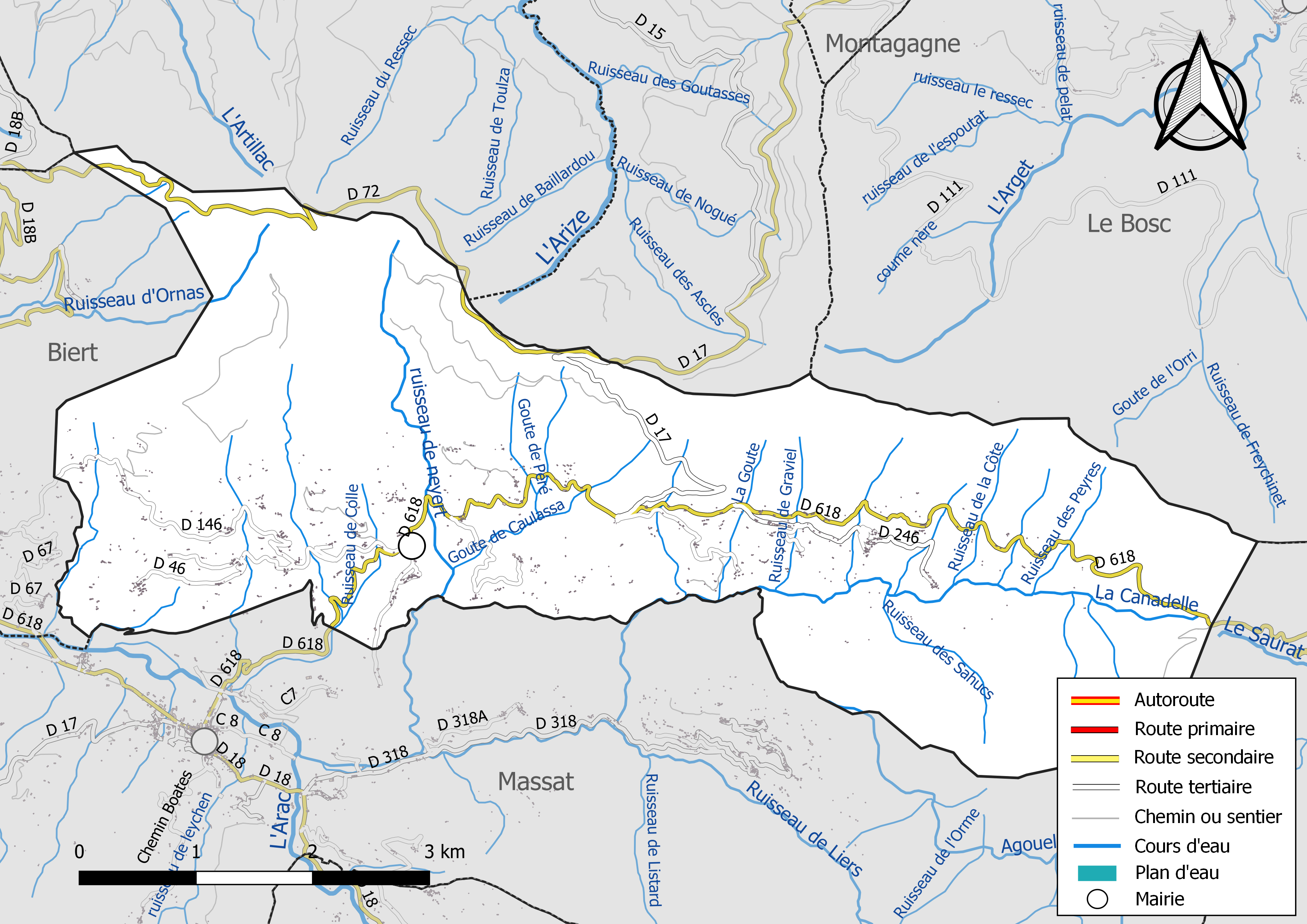
Réseaux hydrographique et routier de Boussenac.

La commune est dans le bassin versant de la Garonne, au sein du bassin hydrographique Adour-Garonne. Elle est drainée par Agouelle Galy, la Canadelle, le ruisseau de neyert, le ruisseau d'Ornas, Goute de Caulassa, Goute de Péré, Goute des Dosses, la Goute, le ruisseau de Colle, le ruisseau de Goute Male, le ruisseau de Graviel, le ruisseau de la Barguère, le ruisseau de la Côte, le ruisseau des Peyres, et par divers petits cours d'eau, constituant un réseau hydrographique de 38 km de longueur totale,.

### Climat
Pour des articles plus généraux, voir Climat de l'Occitanie et Climat de l'Ariège.
En 2010, le climat de la commune est de type climat des marges montargnardes, selon une étude s'appuyant sur une série de données couvrant la période 1971-2000. En 2020, Météo-France publie une typologie des climats de la France métropolitaine dans laquelle la commune est exposée à un climat de montagne et est dans la région climatique Pyrénées centrales, caractérisée par une pluviométrie annuelle de 1 000 à 1 200 mm.
Pour la période 1971-2000, la température annuelle moyenne est de 10,4 °C, avec une amplitude thermique annuelle de 15 °C. Le cumul annuel moyen de précipitations est de 1 107 mm, avec 10,4 jours de précipitations en janvier et 7,8 jours en juillet. Pour la période 1991-2020, la température moyenne annuelle observée sur la station météorologique la plus proche, située sur la commune de La Bastide-de-Sérou à 13 km à vol d'oiseau, est de 11,9 °C et le cumul annuel moyen de précipitations est de 1 091,0 mm,. Pour l'avenir, les paramètres climatiques de la commune estimés pour 2050 selon différents scénarios d'émission de gaz à effet de serre sont consultables sur un site dédié publié par Météo-France en novembre 2022.

### Milieux naturels et biodiversité

#### Espaces protégés
La protection réglementaire est le mode d’intervention le plus fort pour préserver des espaces naturels remarquables et leur biodiversité associée,.
La commune fait partie du parc naturel régional des Pyrénées ariégeoises, créé en 2009 et d'une superficie de 245 973 ha, qui s'étend sur 138 communes du département. Ce territoire unit les plus hauts sommets aux frontières de l’Andorre et de l’Espagne (la Pique d'Estats, le mont Valier, etc) et les plus hautes vallées des avants-monts, jusqu’aux plissements du Plantaurel.

#### Zones naturelles d'intérêt écologique, faunistique et floristique
L’inventaire des zones naturelles d'intérêt écologique, faunistique et floristique (ZNIEFF) a pour objectif de réaliser une couverture des zones les plus intéressantes sur le plan écologique, essentiellement dans la perspective d’améliorer la connaissance du patrimoine naturel national et de fournir aux différents décideurs un outil d’aide à la prise en compte de l’environnement dans l’aménagement du territoire.
Trois ZNIEFF de type 1 sont recensées sur la commune :
- le « massif de l'Arize, versant sud » (8 013 ha), couvrant 14 communes du département[27] ;
- le « massif de l'Arize, zone d'altitude » (15 897 ha), couvrant 26 communes du département[28],
- le « massif du Pic des Trois-Seigneurs » (11 200 ha), couvrant 10 communes du département[29] ;

et deux ZNIEFF de type 2, : 
- le « massif de l'Arize » (42 110 ha), couvrant 40 communes du département[30] ;
- la « moyenne montagne du Vicdessos et massif des Trois-Seigneurs » (21 558 ha), couvrant 17 communes du département[31].

Carte des ZNIEFF de type 1 et 2 à Boussenac.
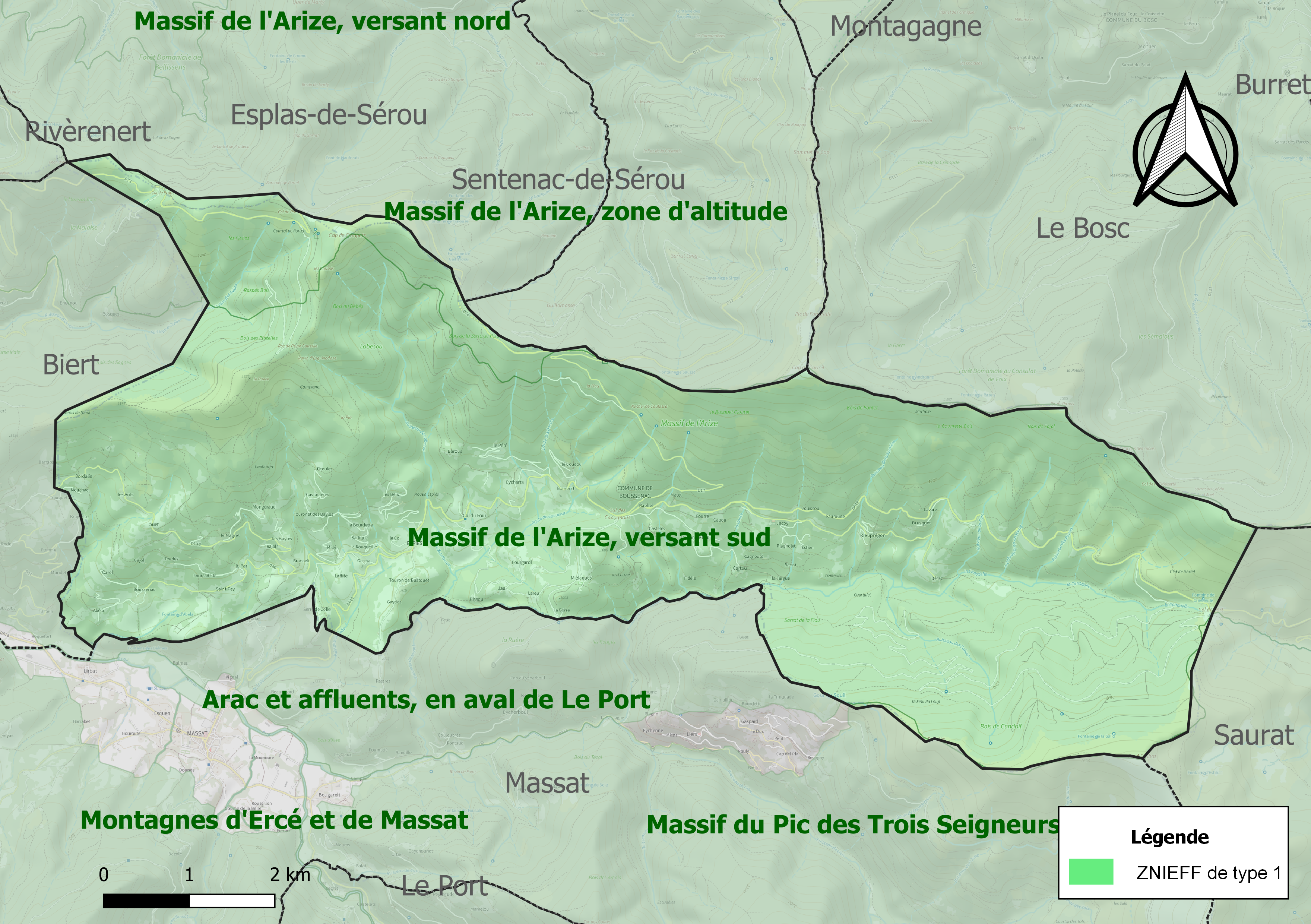
Carte des ZNIEFF de type 1 sur la commune.
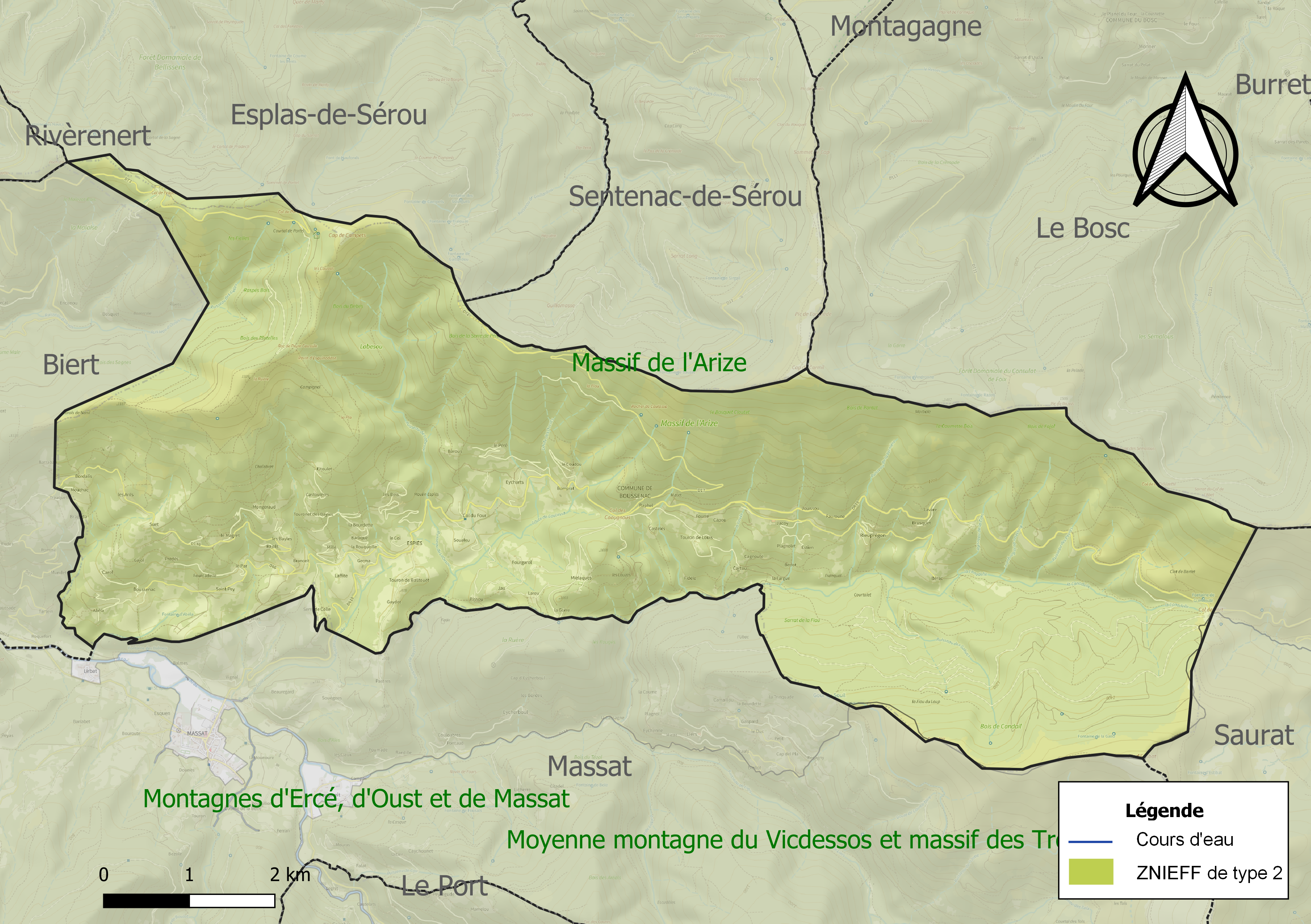
Carte des ZNIEFF de type 2 sur la commune.

## Urbanisme

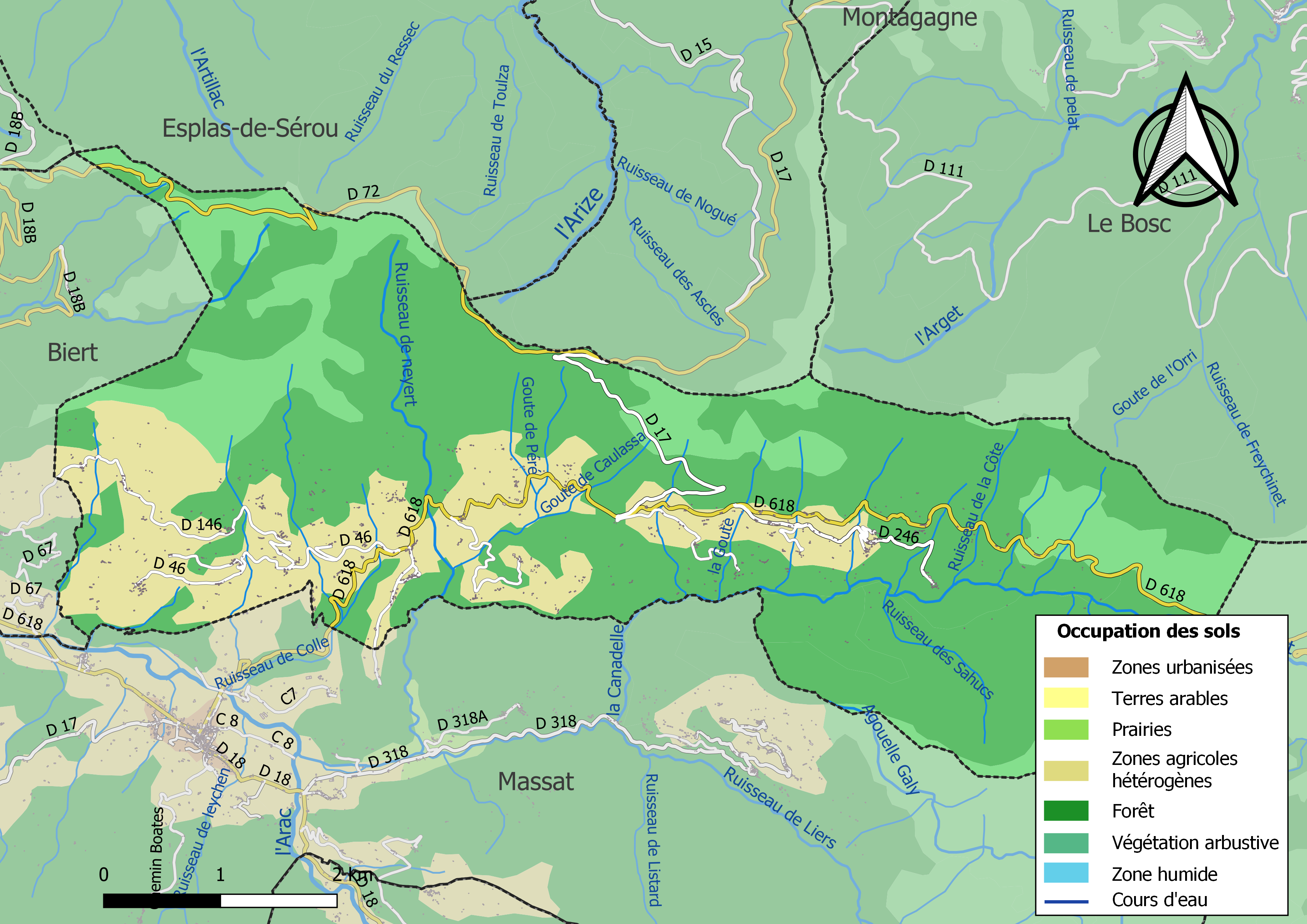
Carte des infrastructures et de l'occupation des sols de la commune en 2018 (CLC).

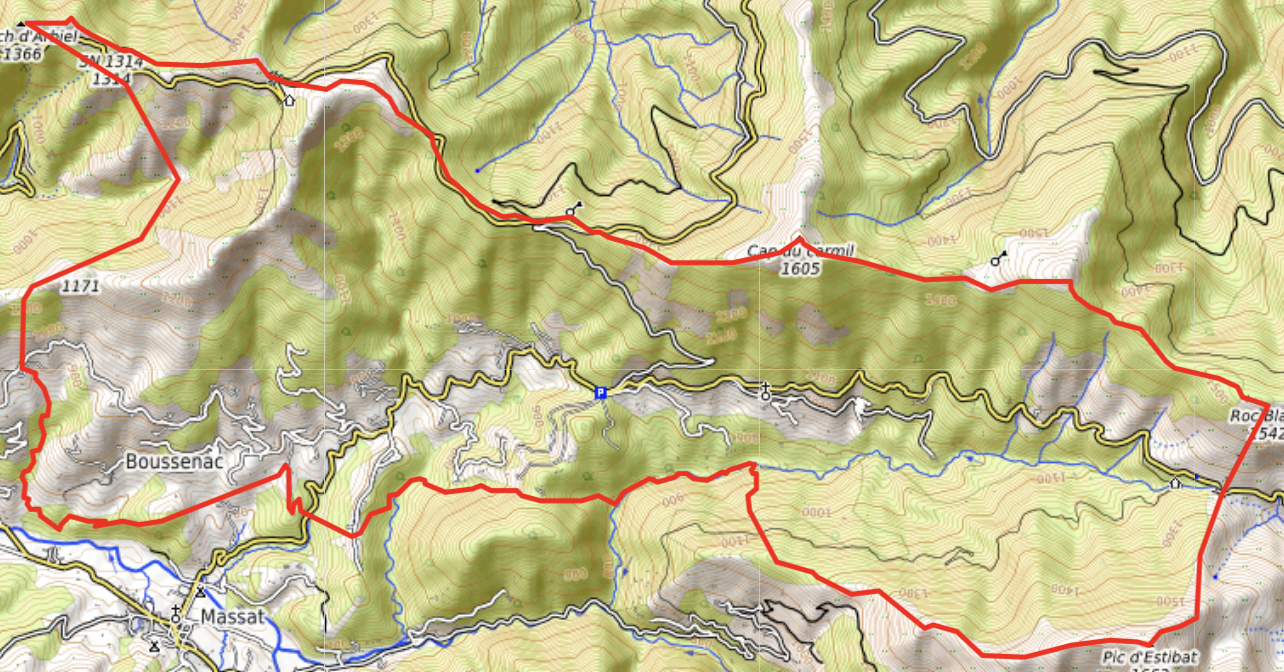
Carte topographique de la commune en 2022.

### Typologie
Au 1er janvier 2024, Boussenac est catégorisée commune rurale à habitat très dispersé, selon la nouvelle grille communale de densité à 7 niveaux définie par l'Insee en 2022.
Elle est située hors unité urbaine et hors attraction des villes,.

### Occupation des sols
L'occupation des sols de la commune, telle qu'elle ressort de la base de données européenne d’occupation biophysique des sols Corine Land Cover (CLC), est marquée par l'importance des forêts et milieux semi-naturels (79,5 % en 2018), en diminution par rapport à 1990 (82,1 %). La répartition détaillée en 2018 est la suivante : 
forêts (62,7 %), zones agricoles hétérogènes (20,5 %), milieux à végétation arbustive et/ou herbacée (16,8 %). L'évolution de l’occupation des sols de la commune et de ses infrastructures peut être observée sur les différentes représentations cartographiques du territoire : la carte de Cassini (XVIIIe siècle), la carte d'état-major (1820-1866) et les cartes ou photos aériennes de l'IGN pour la période actuelle (1950 à aujourd'hui).

### Lieux-dits, hameaux et écarts
Boussenac est une commune forestière des Pyrénées centrales sur le flanc ouest du Col de Port, constituée de nombreux hameaux et sans véritable village central. Rieupregon est son hameau principal.

### Habitat et logement
En 2020, le nombre total de logements dans la commune était de 493, alors qu'il était de 477 en 2015 et de 481 en 2010.
Parmi ces logements, 26 % étaient des résidences principales, 72,9 % des résidences secondaires et 1,1 % des logements vacants. Ces logements étaient pour 97,8 % d'entre eux des maisons individuelles et pour 1,3 % des appartements.
Le tableau ci-dessous présente la typologie des logements à Boussenac en 2020 en comparaison avec celle de l'Ariège et de la France entière. Une caractéristique marquante du parc de logements est ainsi une proportion de résidences secondaires et logements occasionnels (72,9 %) très supérieure à celle du département (24,7 %) et à celle de la France entière (9,7 %). Concernant le statut d'occupation de ces logements, 84,1 % des habitants de la commune sont propriétaires de leur logement (81,1 % en 2015), contre 66,6 % pour l'Ariège et 57,5 pour la France entière.
| Typologie                                               | Boussenac | Ariège | France entière |
| ------------------------------------------------------- | --------- | ------ | -------------- |
| Résidences principales (en %)                           | 26        | 66     | 82,1           |
| Résidences secondaires et logements occasionnels (en %) | 72,9      | 24,7   | 9,7            |
| Logements vacants (en %)                                | 1,1       | 9,3    | 8,2            |

### Voies de communication et transports
L'accès principal s'effectue par la RD 118, ancienne route national 618, depuis le bourg de  Massat situé 6,5 km en contrebas.

### Risques naturels et technologiques
Le territoire de la commune de Boussenac est vulnérable à différents aléas naturels : inondations, climatiques (grand froid ou canicule), feux de forêts, mouvements de terrains, avalanche  et séisme (sismicité modérée). Il est également exposé à un risque particulier, le risque radon,.

#### Risques naturels

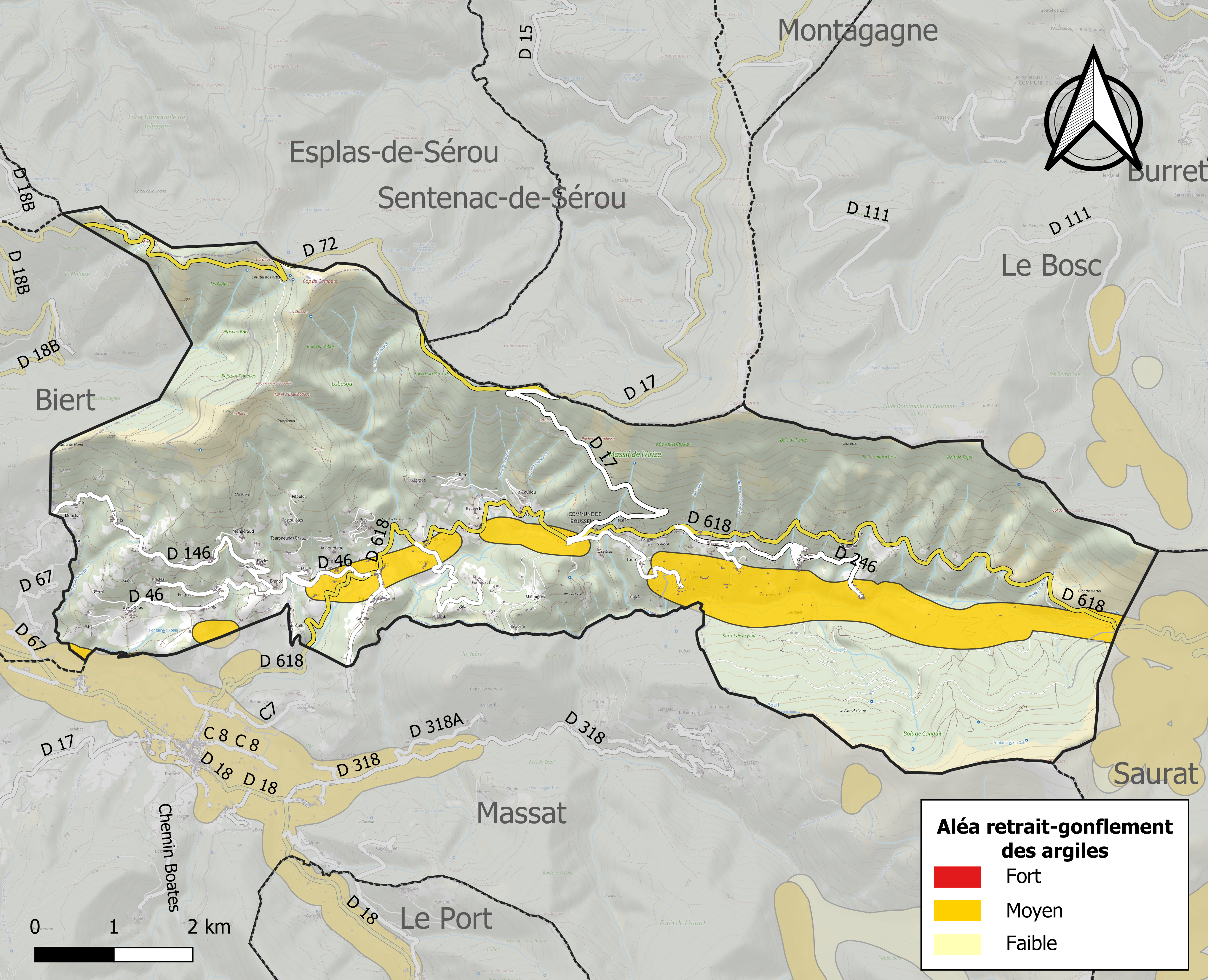
Zonage de l'aléa retrait-gonflement des argiles sur la commune de Boussenac.

Certaines parties du territoire communal sont susceptibles d’être affectées par le risque d’inondation par crue torrentielle d'un cours d'eau, ou ruissellement d'un versant.
Les mouvements de terrains susceptibles de se produire sur la commune sont soit des chutes de blocs, soit des glissements de terrains, soit des mouvements liés au retrait-gonflement des argiles. Près de 50 % de la superficie du département est concernée par l'aléa retrait-gonflement des argiles, dont la commune de Boussenac. L'inventaire national des cavités souterraines permet par ailleurs de localiser celles situées sur la commune.

#### Risque particulier
Dans plusieurs parties du territoire national, le radon, accumulé dans certains logements ou autres locaux, peut constituer une source significative d’exposition de la population aux rayonnements ionisants. Toutes les communes du département sont concernées par le risque radon à un niveau plus ou moins élevé. Selon la classification de 2018, la commune de Boussenac est classée en zone 3, à savoir zone à potentiel radon significatif.

## Toponymie
En occitan, la commune est dénommée  Bocenac.

## Histoire

### Ancien Régime
Boussenac fut une des deux seigneuries de la vallée de Massat.
Dans un acte de dénombrement du 11 février 1540, François-Roger de Comminges-Bruniquel, seigneur de Boussenac, déclare posséder une ferrerie, la forge à la catalane de la Canadelle.
Le minerai de fer était transformé en lingots grâce au charbon de bois fabriqué dans les forêts de la montagne de Péguère par les charbonniers. Fonctionnant toujours en 1778, la forge est vendue en 1787 à François Prat, négociant de Saurat par François-Charles de Rochechouart, seigneur de Boussenac, puis abandonnée vers 1800.

### Révolution française et Empire
La commune, instituée par la Révolution française, absorbe entre 1790 et 1794 celle de Rieuprégon

### Époque contemporaine
Le neveu de François Prat, Jean-François Péricat de Saurat, récupére alors la forge en ruine. Dès 1813, il veut la réhabiliter. Cependant, il n'obtient qu'en août 1823 une autorisation royale pour la reconstruire, sans pouvoir la mettre en oeuvre. En 1826, la forge est acquise par les frères Berthoumieu de Toulouse, le transfert du droit de feu de Boussenac à Rabat les-Trois-Seigneurs est demandé. Une ordonnance royale du 26 août 1829 l'autorise, éteignant ainsi à jamais la forge de la Canadelle après près de cinq siècles d'activité. En 1862, elle n'est plus que ruines.

## Politique et administration

### Rattachements administratifs et électoraux

#### Rattachements administratifs
La commune se trouve dans l'arrondissement de Saint-Girons du département de l'Ariège.
Elle faisait partie depuis 1793 du canton de Massat. Dans le cadre du redécoupage cantonal de 2014 en France, cette circonscription administrative territoriale a disparu, et le canton n'est plus qu'une circonscription électorale.

#### Rattachements électoraux
Pour les élections départementales, la commune fait partie depuis 2014 du canton du Couserans Est.
Pour l'élection des députés, elle fait partie de la première circonscription de l'Ariège depuis le redécoupage électoral de 1986

### Intercommunalité
Boussenac était membre de la petite communauté de communes du canton de Massat, un établissement public de coopération intercommunale (EPCI) à fiscalité propre créé en 1999 et auquel la commune avait transféré un certain nombre de ses compétences, dans les conditions déterminées par le code général des collectivités territoriales.
Dans le cadre des dispositions de la loi portant nouvelle organisation territoriale de la République du 7 août 2015, qui prévoit que les établissements publics de coopération intercommunale (EPCI) à fiscalité propre doivent avoir un minimum de 15 000 habitants, cette intercommunalité a fusionné avec ses voisines pour former, le 1er janvier 2017, la communauté de communes Couserans-Pyrénées, dont est désormais membre la commune. .

### Liste des maires
| Période                                  | Période                        | Identité              | Étiquette | Qualité                                                   |
| ---------------------------------------- | ------------------------------ | --------------------- | --------- | --------------------------------------------------------- |
| Les données manquantes sont à compléter. |                                |                       |           |                                                           |
|                                          |                                |                       |           |                                                           |
| mars 2001                                | 2008                           | Roger Massat          |           |                                                           |
| mars 2008                                | 2009                           | Daniel Furet          |           |                                                           |
| 2009                                     | mai 2020                       | Marie-Christine Soula | SE        | Retraitée agricole                                        |
| mai 2020                                 | automne 2023                   | Pierre-Antoine Pardou |           | Ancien Cadre Démissionnaire                               |
| octobre 2023                             | En cours (au 30 novembre 2023) | Claudine Couplan      |           | Profession intermédiaire de la santé et du travail social |

## Population et société
Les habitants sont appelés les Boussenacais ou Boussenacaises.

### Démographie
L'évolution du nombre d'habitants est connue à travers les recensements de la population effectués dans la commune depuis 1793. Pour les communes de moins de 10 000 habitants, une enquête de recensement portant sur toute la population est réalisée tous les cinq ans, les populations de référence des années intermédiaires étant quant à elles estimées par interpolation ou extrapolation. Pour la commune, le premier recensement exhaustif entrant dans le cadre du nouveau dispositif a été réalisé en 2006.

En 2022, la commune comptait 243 habitants, en évolution de +14,62 % par rapport à 2016 (Ariège : +1,48 %, France hors Mayotte : +2,11 %).
| 1793  | 1800  | 1806  | 1821  | 1831  | 1836  | 1841  | 1846  | 1851  |
| ----- | ----- | ----- | ----- | ----- | ----- | ----- | ----- | ----- |
| 2 177 | 1 922 | 2 181 | 2 603 | 2 682 | 2 767 | 2 825 | 2 919 | 2 825 |

| 1856  | 1861  | 1866  | 1872  | 1876  | 1881  | 1886  | 1891  | 1896  |
| ----- | ----- | ----- | ----- | ----- | ----- | ----- | ----- | ----- |
| 2 628 | 2 645 | 2 758 | 2 596 | 2 756 | 2 680 | 1 652 | 2 554 | 2 302 |

| 1901  | 1906  | 1911  | 1921  | 1926  | 1931  | 1936  | 1946  | 1954 |
| ----- | ----- | ----- | ----- | ----- | ----- | ----- | ----- | ---- |
| 2 367 | 2 146 | 2 064 | 1 385 | 1 552 | 1 512 | 1 171 | 1 034 | 737  |

| 1962 | 1968 | 1975 | 1982 | 1990 | 1999 | 2006 | 2011 | 2016 |
| ---- | ---- | ---- | ---- | ---- | ---- | ---- | ---- | ---- |
| 407  | 306  | 227  | 213  | 172  | 184  | 187  | 194  | 212  |

| 2021 | 2022 | - | - | - | - | - | - | - |
| ---- | ---- | - | - | - | - | - | - | - |
| 233  | 243  | - | - | - | - | - | - | - |

Boussenac est une commune rurale qui compte 243 habitants en 2022, après avoir connu un pic de population de 2 919 habitants en 1846.

## Économie

### Revenus
En 2018, la commune compte 109 ménages fiscaux, regroupant 202 personnes. La médiane du revenu disponible par unité de consommation est de 16 600 € (19 820 € dans le département).

### Emploi
| Division       | 2008   | 2013   | 2018   |
| -------------- | ------ | ------ | ------ |
| Commune        | 16,2 % | 13 %   | 20,6 % |
| Département    | 8,9 %  | 11,1 % | 11,2 % |
| France entière | 8,3 %  | 10 %   | 10 %   |

En 2018, la population âgée de 15 à 64 ans s'élève à 127 personnes, parmi lesquelles on compte 67,5 % d'actifs (46,8 % ayant un emploi et 20,6 % de chômeurs) et 32,5 % d'inactifs,. Depuis 2008, le taux de chômage communal (au sens du recensement) des 15-64 ans est supérieur à celui de la France et du département.
La commune est hors attraction des villes,. Elle compte 36 emplois en 2018, contre 40 en 2013 et 35 en 2008. Le nombre d'actifs ayant un emploi résidant dans la commune est de 62, soit un indicateur de concentration d'emploi de 58,7 % et un taux d'activité parmi les 15 ans ou plus de 46,8 %.
Sur ces 62 actifs de 15 ans ou plus ayant un emploi, 33 travaillent dans la commune, soit 54 % des habitants. Pour se rendre au travail, 77 % des habitants utilisent un véhicule personnel ou de fonction à quatre roues, 1,6 % s'y rendent en deux-roues, à vélo ou à pied et 21,3 % n'ont pas besoin de transport (travail au domicile).

### Activités hors agriculture
22 établissements sont implantés  à Boussenac au 31 décembre 2019. Le tableau ci-dessous en détaille le nombre par secteur d'activité et compare les ratios avec ceux du département,.
Le secteur du commerce de gros et de détail, des transports, de l'hébergement et de la restauration est prépondérant sur la commune puisqu'il représente 31,8 % du nombre total d'établissements de la commune (7 sur les 22 entreprises implantées  à Boussenac), contre 27,5 % au niveau départemental.
- Gîtes ruraux et chambres d'hôtes, en divers lieux.
- Boulangerie-pâtisserie, à Espies.
- Épicerie, à Espies.
- Miels biologiques, à Saint-Pey.
- Confitures, à Jacoy.
- Fromages de vaches, au col del Four et à la ferme des Pedrets.
- Plantes médicinales et aromatiques, fabrication de cosmétiques, à Cartou pont de Fidèle.
- Légumes, à Catou et à Germa…

### Agriculture
La commune fait partie de la petite région agricole dénommée « Région pyrénéenne ». En 2010, l'orientation technico-économique de l'agriculture  sur la commune est l'élevage d'herbivores hors bovins, caprins et porcins.
|                                   | 1988 | 2000 | 2010 |
| --------------------------------- | ---- | ---- | ---- |
| Exploitations                     | 19   | 18   | 20   |
| Superficie agricole utilisée (ha) | 325  | 347  | 343  |

Le nombre d'exploitations agricoles en activité et ayant leur siège dans la commune est passé de 19 lors du recensement agricole de 1988 à 18 en 2000 puis à 20 en 2010, soit une augmentation de 1,05 % en 22 ans. Le même mouvement est observé à l'échelle du département qui a perdu pendant cette période 48 % de ses exploitations. La surface agricole utilisée sur la commune a quant à elle augmenté, passant de 325 ha en 1988 à 343 ha en 2010. Parallèlement la surface agricole utilisée moyenne reste stable à 17 ha.

## Culture locale et patrimoine

### Lieux et monuments
- Col de Port (point d'information touristique et auberge de la Sapinière, au sommet).
- Forêt communale de près de mille hectares composée de sapins et de hêtres.
- Église Saint-Louis de Rieuprégon.

## Pour approfondir